# Heinrich Friedrich August von Hadeln
Heinrich Friedrich August von Hadeln (* 13. Mai 1756 in Braunschweig; † 1. September 1809 bei Sarriá de Ter, Spanien) war ein deutscher Offizier, zuletzt Brigadegeneral im Heer des napoleonischen Königreichs Westphalen.

## Leben
Heinrich von Hadeln war Soldat im Dienst des Fürsten Friedrich Karl August von Waldeck und Pyrmont, der wie bereits sein Vater zwei Regimenter dauerhaft an die Vereinigten Provinzen der Niederlande vermietet hatte. Im Januar 1779 ist er als Kapitän, im Juli 1793 als Major und im Februar 1794 als Oberstleutnant im dort dienenden 2. Waldeckischen Regiment bekundet. Als solcher war er 1794 unter den Verteidigern von Grave in Noord-Brabant, als die Franzosen die Stadt belagerten.
1795 – im Januar 1795 war die von Napoleon abhängige Batavische Republik konstituiert worden – war er Oberst und Kommandeur des 1. Bataillons im 2. Waldeckischen Regiment. Am 26. Juli 1805 wurde er zum Generalmajor befördert. Er kommandierte die 2. Brigade der Batavischen Division (General Dumonceau) im II. Armeekorps (General Marmont), das im August 1805 zur geplanten, dann aber abgesagten Invasion Englands in Den Helder an Bord der Flotte von Admiral Jan Willem de Winter gehen sollte.
Als die Batavische Republik am 5. Juni 1806 durch das napoleonische Königreich Holland ersetzt wurde, wurden die beiden Waldeckischen Regimenter aufgelöst und, auf jeweils Bataillonsstärke reduziert, als dritte Bataillone in das 1. und 2. Infanterieregiment der Armee des Königreichs Holland eingegliedert. Heinrich von Hadeln blieb zunächst weiterhin in holländischem Sold, aber als König Jérôme Bonaparte des 1807 nach dem Frieden von Tilsit geschaffenen Satelliten-Königreichs Westphalen sich unwillig zeigte, den gebürtigen Braunschweiger als Bürger seines Königreichs anzuerkennen und einzustellen, wurde er im März 1809 verabschiedet. Er lebte dann in Landau im Fürstentum Waldeck.
Kurz zuvor, im Februar, war eine westphälische Division unter dem Befehl von General Joseph Antoine Morio nach Spanien abmarschiert, um die in Katalonien gegen die Aufständischen kämpfenden Truppen Joseph Bonapartes zu verstärken. Die Division bestand aus der 1. Westphälischen Brigade unter Brigadegeneral Johann David Börner mit dem 2. und dem 4. Infanterie-Regiment zu je zwei Bataillonen und der 2. Westphälischen Brigade unter Oberst (später Brigadegeneral) Adam Ludwig von Ochs mit dem 3. Infanterie-Regiment zu zwei Bataillonen, dem 1. Leichten Bataillon und zwei Artillerie-Kompanien zu Fuß. Die Division traf mit etwa 6000 Mann im April in Katalonien ein, wurde dem Armee-Korps der Ost-Pyrenäen (Corps d’Armée des Pyrénées Orientales) unter General Duhesme unterstellt und nahm dann an den Kämpfen gegen die Migueletten und an der im Juni beginnenden Belagerung von Girona teil. Als General Morio schon bald darauf erkrankte, wurde Heinrich von Hadeln doch von König Jérôme reaktiviert und als Morios Nachfolger nach Spanien entsandt. Er traf am 12. August vor Ort ein.
Bei den erbitterten Kämpfen um die Bergfestung Mont Joui (Mont Juic, Mont Jovi) nordöstlich der Stadt, bei der die Westphälische Division schwere Verluste erlitt, fiel Heinrich von Hadeln am 1. September 1809 bei Sarriá de Ter, unmittelbar nördlich von Girona und dem Mont Joui, bei einem Großangriff von 6–8000 katalanischen Milizionären, der die Rückeroberung der am 12. August aufgegebenen und zum Trümmerhaufen reduzierten Festung und den Entsatz der in Girona Eingeschlossenen zum Ziel hatte. Brigadegeneral von Ochs übernahm den Befehl über die Division.

## Ehe und Nachkommen
Heinrich von Hadeln heiratete am 14. Juli 1782 in Tricht (Gelderland) Johanna Cornelia Chassé (* 12. September 1760), Tochter des niederländischen Majors Carel Johan Chassé (1724–1793). Der 1796 geborene Sohn Heinrich wurde General und Kriegsminister im Herzogtum Nassau, der 1789 geborene Sohn Wilhelm wurde ebenfalls Offizier und waldeckicher Landstand. Eine Tochter heiratete den französisch-westphälischen General Jacques Alexandre François Allix de Vaux in dessen zweiter Ehe.